# 高砂市立荒井中学校
高砂市立荒井中学校（たかさごしりつ あらいちゅうがっこう）は、兵庫県高砂市荒井町千鳥三丁目にある公立中学校。

## 教訓
1. 「自主」: 主体的に行動し、自ら学び続ける生徒を育てる。
2. 「連帯」: 思いやりの心をもち助け合って生きる生徒を育てる。
3. 「活力」: たくましく、気力の充実した生徒を育てる。

## 沿革
出典
- 1947年（昭和22年）4月 - 荒井村立荒井中学校が開校。
- 1951年（昭和26年）3月20日 - 校歌制定。
- 1954年（昭和29年）7月1日 - 町村合併により、高砂市立荒井中学校と改称。
- 1994年（平成6年）2月 - 男子生徒の頭髪を自由化。
- 2024年（令和6年）4月 - ブレザーに制服を変更[2]。

## 進学前小学校
出典
- 高砂市立荒井小学校（全域）
- 高砂市立伊保小学校（法華山谷川以東）

## 制服
制服は長く男子は詰襟、女子はセーラー服としてきたが、2024年度より男女ともブレザー服に変更することとなった。

## 部活動

### 運動部
- 野球部
  - 2007年 全国総体3位 近畿総体優勝
  - 2015年 全国ベスト8
- 陸上競技部
  - 2006年 全国総体出場、近畿総体出場
- 柔道部
  - 1982年全国中学校柔道大会男子団体優勝
- 水泳部
  - 2007年 全国総体出場
- 剣道部
- バスケットボール部
- ソフトテニス部

### 2025年　兵庫県吹奏楽コンクール　 第48回東播地区大会　✨金賞✨　　→県大会出場決定
- - 2014年 アンサンブル打楽器4重奏関西大会出場
  - 2016年 マーチング兵庫県代表 関西大会出場
- 華道部
- 美術部

## 著名な卒業生
- 妙義龍泰成（元大相撲力士、年寄20代振分）
- 大西順子（元水泳選手）
- 中谷弘（柔道家）
- 浅見重紀（柔道家）
- 濱田早萌（柔道家）
- 梶川諒太（プロサッカー選手）
- Tomoya（ドラマー、ONE OK ROCKメンバー)

## 周辺
- 高砂市役所
- 高砂郵便局
- 法華山谷川

## 交通アクセス
- 山陽電気鉄道本線 伊保駅から法華山谷川を渡り、東へ600m
- じょうとんバス（高砂市コミュニティバス）11・31系統 若宮町または高砂市役所バス停下車
- 兵庫県道718号明石高砂線（旧国道250号・通称旧浜国道） 高砂市役所前交差点から北寄りに入る